# ティート・アプレア
ティート・アプレア（イタリア語: Tito Aprea, 1904年10月10日 - 1989年2月）は、イタリアのピアノ奏者、作曲家、指揮者。

## 生涯
1904年、イタリア・ローマの画家の家に生まれた。サン・ピエトロ・ア・マイエッラ音楽院でアレッサンドロ・ロンゴにピアノ、ジェンナロ・ナポリに作曲を師事し、15歳で卒業して演奏活動を始めた。
1927年から1937年までチュニスのジュゼッペ・ヴェルディ研究所の所長を務めた。1937年から1963年までサンタ・チェチーリア国立アカデミアで後進の指導に当たり、ピエトロ・スパーダらを教えた。その後はカリアリ音楽院の教授を1974年まで務めたが、同時にこの時からカリアリ劇場の音楽監督として指揮活動も行った。
1989年、ローマにて死去した。

## 家族・親族
- 息子：ブルーノ・アプレアも指揮者である。